# موروس (اسطوره)
در اساطیر یونان، موروس (به یونانی باستان: Μόρος، به معنی "سرنوشت شوم، تقدیر") روح مجسم نابودی قریب‌الوقوع است که فانیان را به سوی سرنوشت مرگبارشان سوق می‌دهد. همچنین گفته می‌شد که موروس به مردم توانایی پیش‌بینی مرگ خود را می‌داد. معادل رومی او فاتوم بود.

## خانواده
موروس فرزند نیکس، الهه اولیه شب است. نویسندگان رومی می‌گویند که موروس توسط اربوس، ایزد اولیه تاریکی، به دنیا آمد. با این حال، در تئوگونیا هزیود گفته شده است که نیکس او را به تنهایی، همراه با چند فرزند دیگرش، به دنیا آورد.
صرف نظر از حضور یا عدم حضور پدر موروس، این امر او را برادر مویرای یا سرنوشت‌ها می‌کند. از دیگر خواهران و برادران او می‌توان به تاناتوس و کرها، ارواح مرگ که نمایانگر جنبه‌های فیزیکی مرگ بودند، اشاره کرد - کرها آورندگان مرگ خشونت‌آمیز و بیماری لاعلاج بودند، در حالی که تاناتوس نمایانگر مرگ آرام‌تر است.

## اسطوره‌شناسی
در پرومته در زنجیر، تیتان می‌گوید که او به بشریت روح الپیس، شخصیت امید را داده است تا به آنها کمک کند از اجتناب ناپذیری موروس چشم پوشی کنند. او همچنین به عنوان «خدای نابودگر همه چیز، که حتی در دنیای مردگان در فرهنگ یونانی، قربانی خود را آزاد نمی‌کند» نامیده می‌شود، که بیشتر از تصویر او به عنوان نمایندهٔ گریزناپذیری مرگ و رنج حمایت می‌کند.

## روایت آشیل
آشیل، قطعه ۱۹۹ (از پلوتارک، زندگی و شعر هومر ۱۵۷) (ترجمه ویر اسمیت):
«انسان به خاطر زخم‌های زیادی که سینه‌اش را سوراخ می‌کند نمی‌میرد، مگر اینکه پایان زندگی با مرگ همگام باشد، و نه با نشستن در خانه‌اش بر روی آتشدان، از سرنوشت مقدر خود (peprômenon moros) فرار می‌کند.»
کلمه موروس در اینجا شخصیت ندارد، اما این متن تصویر واضحی از این مفهوم ارائه می‌دهد.

## در مسیحیت
در کنار تاناتوس، او به عنوان چهار سوار آخرالزمان شناخته می‌شود.